# Superman (videojuego de 1992)
Superman es un videojuego desarrollado y distribuido por Sunsoft para Mega Drive en 1992. Se basa en las aventuras del personaje de DC comics del mismo nombre, quien tiene que derrotar a través de varios niveles a sus tradicionales enemigos como Metallo, Mr. Mxyzptlk, y Brainiac. En 1993 fue adaptado por Virgin Games para Master System y Sega Game Gear.
Aunque estaba pensado adaptarlo para Super Nintendo Entertainment System pero finalmente fue cancelado al principio del desarrollo.

## Argumento
Cada nivel comienza con un titular en el Daily Planet anunciando que algún villano está haciendo desmanes en la ciudad y con Clark Kent que se transforma en Superman en una cabina telefónica.
Superman puede saltar, golpear y patear. Para activar sus superpoderes debe recolectar objetos a lo largo del nivel y que son necesarios para continuar avanzando en el juego; por ejemplo, puede necesitar derribar una pared por lo que tiene que encontrar el ícono que active un supergolpe.
Al final de cada nivel debe vencer al villano de turno, obteniendo una felicitación del Daily Planet por su desempeño.
En el último nivel Superman debe volar a la estación espacial de Brainiac, repetir la pelea contra el villano anterior para finalmente enfrentarse a Brainiac mismo.

## Crítica
Los críticos evaluaron favorablemente la gráfica de 16 bits y el sonido, pero criticaron el uso limitado de los poderes de Superman y el pobre argumento. Como sólo se podía tener un solo ícono a la vez, si el jugador se equivocaba y activaba un poder que no era necesario para completar el nivel, debía comenzar de nuevo la partida; aunque el problema fue arreglado antes del lanzamiento del juego, la versión que evaluaron los críticos aún lo tenía.